# Longitarsus kutscherae
Longitarsus kutscherae es un coleóptero de la familia Chrysomelidae. Fue descrita científicamente en 1872 por Rye.